# Holland's Next Top Model (mùa 12)
Mùa thứ mười hai của Holland's Next Top Model được công chiếu vào ngày 2 tháng 9 năm 2019 trên kênh RTL5. Anna Nooshin đảm nhận host. Ban giám khảo vẫn là mùa trước gồm quán quân mùa 2 Kim Feenstra và nhiếp ảnh gia Nigel Barker. Jean Paul Paula sẽ không quay lại mà sẽ là một giám khảo khách mời khác nhau trong mỗi tập.
Điểm đến quốc tế của mùa này là Tbilisi dành cho top 7.
Người chiến thắng của mùa này là Marcus Hansma, 17 tuổi từ Hoogeveen. Anh giành được giải thưởng gồm một hợp đồng người mẫu với The Movement Models và lên ảnh bìa tạp chí Elle.

## Các thí sinh
(Tuổi tính từ ngày dự thi)
| Nhóm    | Thí sinh | Thí sinh         | Tuổi | Chiều cao               | Quê quán         | Bị loại ở | Hạng         |
| ------- | -------- | ---------------- | ---- | ----------------------- | ---------------- | --------- | ------------ |
| House 1 |          | Marnix Baas      | 18   | 1,87 m (6 ft 1+1⁄2 in)  | Heerhugowaard    | Tập 3     | 16–15        |
| House 2 |          | Joëlla Ajayi     | 23   | 1,71 m (5 ft 7+1⁄2 in)  | Woudenberg       | Tập 4     | 16–15        |
| House 1 |          | Anouk Borgman    | 19   | 1,72 m (5 ft 7+1⁄2 in)  | Amsterdam        | Tập 5     | 14–13        |
| House 2 |          | Sinio Sanchez    | 20   | 1,87 m (6 ft 1+1⁄2 in)  | Almere           | Tập 6     | 14–13        |
| House 1 |          | Samuel Verissimo | 20   | 1,82 m (5 ft 11+1⁄2 in) | Strijen          | Tập 7     | 12–11        |
| House 1 |          | Tenisha Ramazan  | 17   | 1,78 m (5 ft 10 in)     | Oost-Souburg     | Tập 7     | 12–11        |
| House 2 |          | Sam Hofman       | 23   | 1,79 m (5 ft 10+1⁄2 in) | Amsterdam        | Tập 9     | 10 (bỏ cuộc) |
| House 1 |          | Jawahir Khalifa  | 19   | 1,65 m (5 ft 5 in)      | 's-Hertogenbosch | Tập 9     | 9            |
| House 2 |          | Maha Eljak       | 19   | 1,73 m (5 ft 8 in)      | Sneek            | Tập 10    | 8            |
| House 2 |          | Nick Bonsink     | 21   | 1,86 m (6 ft 1 in)      | Zwolle           | Tập 11    | 7            |
| House 1 |          | Bibi Doesburg    | 18   | 1,73 m (5 ft 8 in)      | Eindhoven        | Tập 12    | 6            |
| House 1 |          | Benjamin van Dam | 18   | 1,88 m (6 ft 2 in)      | Zoetermeer       | Tập 13    | 5            |
| House 2 |          | Lenny Kruider    | 20   | 1,75 m (5 ft 9 in)      | Sommelsdijk      | Tập 16    | 4            |
| House 2 |          | Jay Hofstede     | 20   | 1,86 m (6 ft 1 in)      | Hoorn            | Tập 16    | 3–2          |
| House 2 |          | Silke Otten      | 22   | 1,74 m (5 ft 8+1⁄2 in)  | Rottum           | Tập 16    | 3–2          |
| House 1 |          | Marcus Hansma    | 17   | 1,86 m (6 ft 1 in)      | Hoogeveen        | Tập 16    | 1            |

## Các tập

### Tập 1
Khởi chiếu: 2 tháng 9 năm 2019
100 chàng trai và cô gái đã được gặp nhau tại nhà thi đấu Maaspoort Sports & Events ở 's-Hertogenbosch để bắt đầu cuộc thi. Họ đã có một thử thách liên hoàn khi họ phải đi catwalk trước mặt Anna và các giám khảo khách mời, ngay sau đó là buổi chụp hình ảnh chân dung tự nhiên và cuối cùng là Edine Russel & Esther Coppoolse từ tạp chí Elle sẽ phỏng vấn với các thí sinh. Vào buổi đánh giá đầu tiên, 20 chàng trai và cô gái đã được chọn và sẽ bước vào phần tiếp theo của cuộc thi.
- Nhiếp ảnh gia: Evianne Wiegers, Shanti Mol
- Khách mời đặc biệt: Edine Russel, Esther Coppoolse, Robbie Baauw, Wietske Norbart

### Tập 2
Khởi chiếu: 9 tháng 9 năm 2019
20 thí sinh đã được đưa tới Rotterdam cho một buổi huấn luyện người mẫu. Họ đã có một ngày tập luyện catwalk với cố vấn Paultje Column và một buổi tập luyện thể hình. Ngày hôm sau, họ đã có một buổi quay quảng cáo giới thiệu cho mùa giải mới của chương trình. Sau đó, các thí sinh được nghe tin nhắn của Anna là năm nay sẽ có 2 ngôi nhà chung.
Vào buổi đánh giá với sự xuất hiện giám khảo khách mời là Robbie Baauw, các thí sinh được chia thành 2 nhóm gồm 8 người và 12 người và từng nhóm một sẽ được nghe kết quả của ban giám khảo tại 2 địa điểm khác nhau. Nhóm 8 người đầu tiên vui mừng khi kết quả là tất cả đều được an toàn và họ sẽ được di chuyển tới ngôi nhà chung thứ 1. Còn 12 người còn lại thì Anna đã kêu tên 8 người được an toàn và họ sẽ được di chuyển tới ngôi nhà chung thứ 2. Kết quả cuối cùng là 16 thí sinh đã được chọn và sẽ chính thức bước vào cuộc thi. 
- Khách mời đặc biệt: Jonas Beck, Robbie Baauw

### Tập 3
Khởi chiếu: 16 tháng 9 năm 2019
8 thí sinh tại ngôi nhà chung thứ 1 được nhận diện mạo mới. Sau đó, họ đã được Esther Coppoolse từ tạp chí Elle lựa chọn trang phục để mặc cho buổi chụp hình tiếp theo với diện mạo mới của mình.
Vào buổi đánh giá ngày hôm sau với sự xuất hiện giám khảo khách mời là Nikkie Plessen, Bibi là người có tấm ảnh đẹp nhất còn Marnix là thí sinh tiếp theo bị loại.
- Nhiếp ảnh gia: Meis Belle Wahr, Jip Merkies
- Khách mời đặc biệt: Esther Coppoolse, Nikkie Plessen

### Tập 4
Khởi chiếu: 23 tháng 9 năm 2019
8 thí sinh tại ngôi nhà chung thứ 2 được nhận diện mạo mới. Sau đó, họ đã được Esther Coppoolse từ tạp chí Elle lựa chọn trang phục để mặc cho buổi chụp hình tiếp theo với diện mạo mới của mình.
Vào buổi đánh giá ngày hôm sau với sự xuất hiện giám khảo khách mời là Loiza Lamers, Jay là người có tấm ảnh đẹp nhất còn Joëlla là thí sinh tiếp theo bị loại.
- Nhiếp ảnh gia: Meis Belle Wahr, Jip Merkies
- Khách mời đặc biệt: Esther Coppoolse, Loiza Lamers

### Tập 5
Khởi chiếu: 30 tháng 9 năm 2019
7 thí sinh còn lại tại ngôi nhà chung thứ 1 đã có một buổi luyện tập biểu cảm gương mặt với cố vấn Paultje Column. Ngày hôm sau, họ được đưa tới khu vui chơi Gamestate Arcade cho buổi chụp hình tiếp theo theo phong cách anime.
Vào buổi đánh giá ngày tiếp theo với sự xuất hiện giám khảo khách mời là Paultje Column, Marcus là người có tấm ảnh đẹp nhất còn Anouk là thí sinh tiếp theo bị loại.
- Nhiếp ảnh gia: Nigel Barker

### Tập 6
Khởi chiếu: 7 tháng 10 năm 2019
7 thí sinh còn lại tại ngôi nhà chung thứ 2 được đưa tới khách sạn The College một buổi nói chuyện với người mẫu Jill Kortleve trước khi có thử thách casting với quản lí người mẫu The Movement Models. 
Ngày hôm sau, họ được đưa tới hồ bơi Zuiderbad cho buổi chụp hình tiếp theo trong đồ bơi theo nhóm, trong khi Nick sẽ được chọn cặp cho buổi chụp hình vì anh là người chiến thắng thử thách ngày hôm qua. Vào buổi đánh giá ngày tiếp theo với sự xuất hiện giám khảo khách mời là Jill Kortleve, Jay là người có tấm ảnh đẹp nhất còn Sinio là thí sinh tiếp theo bị loại. 
- Nhiếp ảnh gia: Cooper Seykens
- Khách mời đặc biệt: Jill Kortleve, Robbie Baauw, Wietske Norbart

### Tập 7
Khởi chiếu: 14 tháng 10 năm 2019
6 thí sinh còn lại tại ngôi nhà chung thứ 1 đã có một ngày riêng biệt khi các thí sinh nam sẽ có một buổi casting cho nhà thiết kế Olaf Hussein, còn các thí sinh nữ thì đã có một buổi nói chuyện với người mẫu Sanne Vloet. Sau đó, họ đã cùng có một buổi casting cho tạp chí Elle và đã có thử thách quay video giới thiệu bản thân, Bibi chiến thắng thử thách và được phép gọi điện thoại nói chuyện với người thân.
Ngày hôm sau, họ đã có buổi chụp hình tiếp theo tỏ ra thư giãn trong công viên theo cặp. Vào buổi đánh giá ngày hôm sau với sự xuất hiện giám khảo khách mời là Olaf Hussein, Marcus là người có tấm ảnh đẹp nhất còn Samuel & Tenisha rơi vào cuối bảng, nhưng Anna sau đó giơ tấm ảnh ảnh cuối cùng ra là tấm ảnh trắng. Đồng nghĩa với việc cả 2 sẽ phải ra về.
- Nhiếp ảnh gia: Imke Panhuijzen
- Khách mời đặc biệt: Olaf Hussein, Sanne Vloet, Edine Russel, Esther Coppoolse

### Tập 8
Khởi chiếu: 21 tháng 10 năm 2019
6 thí sinh còn lại tại ngôi nhà chung thứ 2 đã có một buổi tập giới thiệu bản thân bằng tiếng Anh với cố vấn Paultje Column. Ngày hôm sau, họ được đưa tới siêu thị Toko Kai Hing cho buổi chụp hình tiếp theo trong trang phục avant-garde.
Vào buổi đánh giá ngày tiếp theo với sự xuất hiện giám khảo khách mời là Famke Louise Meijer, Maha là người có tấm ảnh đẹp nhất còn Jay & Silke rơi vào cuối bảng, nhưng Anna sau đó thông báo rằng là cả 2 đều được an toàn.
- Nhiếp ảnh gia: Kim Feenstra
- Khách mời đặc biệt: Famke Louise Meijer

### Tập 9
Khởi chiếu: 28 tháng 10 năm 2019
Sau 3 buổi loại trừ của cả 2 ngôi nhà chung, 10 thí sinh còn lại đã được gặp lại nhau và sẽ thi đấu với nhau từ lúc này. Sau đó, họ đã có thử thách chụp hình cho đồ lót nam Iamtoro, trong khi họ phải tạo dáng trên bạt lò xo theo cặp. Kết quả là Benjamin & Silke chiến thắng thử thách và sẽ được xuất hiện trong chiến dịch quảng cáo cho Iamtoro. Các thí sinh sau đó quay về lại ngôi nhà chung thứ 1.
Ngày hôm sau, họ đã có buổi chụp hình tiếp theo cho keo xịt tóc Lanza, họ phải tạo dáng trong khi các thí sinh khác làm nền ở phía sau. Vào buổi đánh giá ngày tiếp theo với sự xuất hiện giám khảo khách mời là Natasja Keizer, Sam đã ngay lập tức nói với ban giám khảo là anh muốn dừng cuộc thi vì những áp lực xảy ra trong ngôi nhà chung, trước khi buổi đánh giá thực sự bắt đầu. Kết quả là Marcus là người có tấm ảnh đẹp nhất còn Jawahir là thí sinh tiếp theo bị loại.
- Nhiếp ảnh gia: Richard Monsieurs
- Khách mời đặc biệt: Everon Jackson Hooi, Natasja Keizer

### Tập 10
Khởi chiếu: 4 tháng 11 năm 2019
8 thí sinh còn lại đã có một buổi học nhảy ngẫu hứng với cố vấn Paultje Column. Sau đó, họ được gặp Anna và tổng giám đốc của About You, Julian Jansen, trước khi tham gia vào buổi chụp hình tiếp theo cho bộ sưu tập mùa Đông của About You, trong khi họ phải tạo dáng trên tàu điện với những người dân xung quanh họ.
Vào buổi đánh giá ngày hôm sau với sự xuất hiện giám khảo khách mời là Julian Jansen, Anna thông báo rằng là những ai vượt qua được buổi loại trừ này sẽ được bay đến Tbilisi. Kết quả là Silke là người có tấm ảnh đẹp nhất còn Maha là thí sinh tiếp theo bị loại.
- Nhiếp ảnh gia: Karen van Duijvenbode, Kiki Rigters
- Khách mời đặc biệt: Julian Jansen

### Tập 11
Khởi chiếu: 11 tháng 11 năm 2019
7 thí sinh còn lại được đưa tới Tbilisi và ngay sau đó, họ đã bắt cặp với nhau cho một buổi casting tại 3 nơi: Blikvanger, Avtandil và nhà thiết kế Nino Babukhadia. Sau đó, các thí sinh được di chuyển tới khách sạn của mình.
Ngày hôm sau, họ đã có buổi chụp hình tiếp theo cho 12 trang biên tập của tạp chí Elle, trong khi họ phải tạo dáng theo nhóm và với tất cả cùng một lúc. Vào buổi đánh giá ngày hôm sau với sự xuất hiện giám khảo khách mời là Edine Russel, Lenny là người có tấm ảnh đẹp nhất còn Nick là thí sinh tiếp theo bị loại.
- Nhiếp ảnh gia: Jeroen W. Mantel
- Khách mời đặc biệt: Ani Tsintskiladze, Avtandil Tskvitinidze, Zura Mgaloblishvili, Nino Babukhadia, Edine Russel, Esther Coppoolse

### Tập 12
Khởi chiếu: 18 tháng 11 năm 2019
6 thí sinh còn lại được gặp giám khảo Nigel tại đài truyền hình của kênh TV Imedi và gây bất ngờ cho tất cả các thí sinh rằng là họ sẽ có một buổi phỏng vấn trực tiếp cho chương trình tin tức Imedis Dila. Nhưng trước khi đó, họ đã được tập luyện tiếng Anh với Nigel. Trong buổi phỏng vấn, mỗi người sẽ có 30 giây để giới thiệu bản thân và trả lời câu hỏi của phóng viên. Silke là người làm tốt nhất trong buổi phỏng vấn nên cô được phép gọi điện thoại nói chuyện với người thân.
Sau đó, họ được đưa tới thị trấn đá Uplistsikhe cho buổi chụp hình tiếp theo và lần này, họ phải cố gắng tỏ ra biểu cảm trên gương mặt của mình. Ngay sau khi buổi chụp hình kết thúc, họ đã có buổi chụp hình thứ hai là ảnh chân dung với 4 kiểu biểu cảm khác nhau. Vào buổi đánh giá ngày hôm sau, Jay là người có tấm ảnh đẹp nhất còn Bibi là thí sinh tiếp theo bị loại.
- Nhiếp ảnh gia: Kim Feenstra
- Khách mời đặc biệt: Goderdzi Sharashia, Marika Bakuradze, Natia Orvelashvili, Zura Balanchivadze

### Tập 13
Khởi chiếu: 25 tháng 11 năm 2019
5 thí sinh còn lại được gặp giám khảo Kim tại khách sạn Fabrika cho buổi diễn tập catwalk của mình, trước khi tham gia vào thử thách trình diễn thời trang trước mặt ban giám khảo. Benjamin chiến thắng thử thách và được giữ lại bộ đồ đang mặc trên người.
Ngày hôm sau, họ được đưa tới một tòa chung cư cũ để tham gia vào buổi chụp hình tiếp theo cho Situationist. Vào buổi đánh giá, Silke là người có tấm ảnh đẹp nhất nên cô sẽ nhận được 1 chuyến đi tới Paris để chụp hình quảng cáo cho Situationist, còn Benjamin là thí sinh tiếp theo bị loại.
- Nhiếp ảnh gia: Nigel Barker
- Khách mời đặc biệt: Irakli Rusadze

### Tập 14
Khởi chiếu: 2 tháng 12 năm 2019
Đây là tập tái hợp và ghi lại những khoảnh khắc đáng nhớ của cuộc thi cùng với Anna và Top 10 thí sinh.

### Tập 15
Khởi chiếu: 9 tháng 12 năm 2019
4 thí sinh còn lại đã được quay về nhà và gặp lại người thân sau khi quay về từ Tbilisi. Ngày hôm sau, 4 thí sinh chung cuộc cùng với 6 thí sinh bị loại trước đó đã có một buổi gặp mặt với người hâm mộ tại Veenendaal do mỹ phẩm Inglot tổ chức.
Sau đó, họ được đưa tới studio Umsjatka cho buổi chụp hình cuối cùng trong đồ lót. Các thí sinh sau đó đã gặp cố vấn Paultje Column để luyện tập catwalk của mình cho buổi trình diễn thời trang cuối cùng của cuộc thi. Paultje sau đó đã khiến cho 4 thí sinh còn lại bất ngờ khi 12 thí sinh bị loại trước đó đã đến để gặp lại họ.
- Nhiếp ảnh gia: Phillipe Vogelenzang
- Khách mời đặc biệt: Jeroen van de Boom

### Tập 16
Khởi chiếu: 16 tháng 12 năm 2019
Đây là phần 2 của tập 15. 4 thí sinh cuối cùng và 12 thí sinh bị loại trước đó đã có buổi trình diễn thời trang cuối cùng cho một vài nhà thiết kế. Nhưng sau buổi trình diễn thời trang lần 2, thì buổi loại trừ cuối cùng được diễn ra. Kết quả là Jay là người đầu tiên được an toàn, tiếp theo là Silke và cuối cùng là Marcus, còn Lenny là thí sinh cuối cùng bị loại. Sau đó, 3 thí sinh còn lại đã có buổi trình diễn thời trang cuối cùng của mình. Kết quả là Marcus đã trở thành quán quân thứ mười hai của Holland's Next Top Model.

## Thứ tự gọi tên
| 1  | Anouk Benjamin Bibi Jawahir Marcus Marnix Samuel Tenisha | Bibi     | Jay    | Marcus   | Jay   | Marcus         | Maha      | Marcus   | Silke    | Lenny    | Jay      | Silke    | Jay    | Marcus    |  |  |  |  |  |  |  |  |  |  |  |  |  |  |  |
| 2  | Anouk Benjamin Bibi Jawahir Marcus Marnix Samuel Tenisha | Marcus   | Nick   | Jawahir  | Nick  | Bibi           | Nick      | Silke    | Nick     | Silke    | Marcus   | Jay      | Silke  | Jay Silke |  |  |  |  |  |  |  |  |  |  |  |  |  |  |  |
| 3  | Anouk Benjamin Bibi Jawahir Marcus Marnix Samuel Tenisha | Benjamin | Lenny  | Tenisha  | Sam   | Benjamin       | Lenny     | Nick     | Jay      | Jay      | Lenny    | Marcus   | Marcus | Jay Silke |  |  |  |  |  |  |  |  |  |  |  |  |  |  |  |
| 4  | Anouk Benjamin Bibi Jawahir Marcus Marnix Samuel Tenisha | Tenisha  | Sinio  | Bibi     | Lenny | Jawahir        | Sam       | Benjamin | Marcus   | Bibi     | Benjamin | Lenny    | Lenny  |           |  |  |  |  |  |  |  |  |  |  |  |  |  |  |  |
| 5  | Anouk Benjamin Bibi Jawahir Marcus Marnix Samuel Tenisha | Samuel   | Silke  | Samuel   | Maha  | Samuel Tenisha | Jay Silke | Jay      | Benjamin | Benjamin | Silke    | Benjamin |        |           |  |  |  |  |  |  |  |  |  |  |  |  |  |  |  |
| 6  | Anouk Benjamin Bibi Jawahir Marcus Marnix Samuel Tenisha | Jawahir  | Maha   | Benjamin | Silke | Samuel Tenisha | Jay Silke | Lenny    | Lenny    | Marcus   | Bibi     |          |        |           |  |  |  |  |  |  |  |  |  |  |  |  |  |  |  |
| 7  | Anouk Benjamin Bibi Jawahir Marcus Marnix Samuel Tenisha | Anouk    | Sam    | Anouk    | Sinio |                |           | Maha     | Bibi     | Nick     |          |          |        |           |  |  |  |  |  |  |  |  |  |  |  |  |  |  |  |
| 8  | Anouk Benjamin Bibi Jawahir Marcus Marnix Samuel Tenisha | Marnix   | Joëlla |          |       |                |           | Bibi     | Maha     |          |          |          |        |           |  |  |  |  |  |  |  |  |  |  |  |  |  |  |  |
| 9  | Sinio                                                    |          |        |          |       |                |           | Jawahir  |          |          |          |          |        |           |  |  |  |  |  |  |  |  |  |  |  |  |  |  |  |
| 10 | Nick                                                     |          |        |          |       |                |           | Sam      |          |          |          |          |        |           |  |  |  |  |  |  |  |  |  |  |  |  |  |  |  |
| 11 | Silke                                                    |          |        |          |       |                |           |          |          |          |          |          |        |           |  |  |  |  |  |  |  |  |  |  |  |  |  |  |  |
| 12 | Joëlla                                                   |          |        |          |       |                |           |          |          |          |          |          |        |           |  |  |  |  |  |  |  |  |  |  |  |  |  |  |  |
| 13 | Jay                                                      |          |        |          |       |                |           |          |          |          |          |          |        |           |  |  |  |  |  |  |  |  |  |  |  |  |  |  |  |
| 14 | Maha                                                     |          |        |          |       |                |           |          |          |          |          |          |        |           |  |  |  |  |  |  |  |  |  |  |  |  |  |  |  |
| 15 | Sam                                                      |          |        |          |       |                |           |          |          |          |          |          |        |           |  |  |  |  |  |  |  |  |  |  |  |  |  |  |  |
| 16 | Lenny                                                    |          |        |          |       |                |           |          |          |          |          |          |        |           |  |  |  |  |  |  |  |  |  |  |  |  |  |  |  |

     Thí sinh bị loại
     Thí sinh không bị loại khi rơi vào cuối bảng
     Thí sinh bỏ cuộc thi
     Thí sinh chiến thắng cuộc thi
1. ↑  Trong tập 2, top 16 được chia thành 2 nhóm và mỗi nhóm sẽ đến ở ngôi nhà chung của riêng họ. Nếu họ không biết về nhóm khác.
2. ↑  Trong tập 9, các thí sinh còn lại từ 2 ngôi nhà sẽ thi đấu chung với nhau. Sam dừng cuộc thi vì lí do cá nhân.

### Buổi chụp hình
- Tập 1: Ảnh thẻ chân dung tự nhiên (casting)
- Tập 2: Quảng cáo cho mùa giải mới
- Tập 3: Diện mạo mới (House 1)
- Tập 4: Diện mạo mới (House 2)
- Tập 5: Thời trang Anime ở khu vui chơi (House 1)
- Tập 6: Áo tắm bên hồ bơi theo nhóm (House 2)
- Tập 7: Thư giãn ở công viên theo cặp (House 1)
- Tập 8: Avant-garde trong siêu thị (House 2)
- Tập 9: Ảnh quảng cáo cho Lanza
- Tập 10: Tạo dáng trên tàu điện cho About You
- Tập 11: Trang biên tập cho tạp chí Elle
- Tập 12: Ảnh chân dung và toàn thân biểu cảm trên vách đá; 4 cảm xúc khác nhau
- Tập 13: Tạo dáng trên cầu cho Situationist
- Tập 15: Ảnh trắng đen gợi cảm trong đồ lót